# Jaroslav Diepold
Jaroslav Diepold (* 20. dubna 1971, Rakovník) je bývalý český fotbalista, záložník.

## Fotbalová kariéra
S fotbalem začal v 7 letech v Plzni. V československé a české lize hrál za SKP Union Cheb, FC Viktoria Plzeň, FK Chmel Blšany a SFC Opava. Nastoupil v 86 utkáních a dal 7 gólů. V druhé lize hrál i za 1. HFK Olomouc.

## Ligová bilance
| Ročník                                   | Zápasy | Góly | Klub              |
| ---------------------------------------- | ------ | ---- | ----------------- |
| 1. československá fotbalová liga 1990/91 | 4      | 0    | SKP Union Cheb    |
| 1. československá fotbalová liga 1991/92 | 2      | 0    | SKP Union Cheb    |
| 1. česká fotbalová liga 1993/94          | 14     | 2    | FC Viktoria Plzeň |
| 1. česká fotbalová liga 1994/95          | 24     | 1    | FC Viktoria Plzeň |
| 1. Gambrinus liga 1998/99                | 8      | 1    | FK Chmel Blšany   |
| 1. Gambrinus liga 1998/99                | 14     | 2    | FC Viktoria Plzeň |
| 1. Gambrinus liga 2001/02                | 20     | 1    | SFC Opava         |
| CELKEM                                   | 86     | 7    |                   |